# Jie av Xia
Kung Jie (桀; Jié) fl., ca 1600 f.Kr., var den sista kungen över den kinesiska Xiadynastin. Hans personnamn var Lü Gui (履癸; Lǚ Guǐ). Kung Jie har beskrivits som en mycket grym tyrann som var besatt av vin och kvinnor.
Kung Jie inledde sin regenttid med Zhenxun som huvudstad, men flyttade under sitt trettonde år som regent till "Söder om floden" (河南), vilket tros vara kring dagens Luoyang i Henan.
Kung Jie tillträdde som kung efter sin far (eller bror) Kung Fa. Han lät uppföra palats och paviljonger såsom Qingpalatset (傾宮) och Yaoterrassen (瑶臺) som finansierades av höga skatter. Från Kung Jies femtonde år som regent och i fem år framöver arbetade rådgivaren Yi Yin i hovet, men Yi Yin återvände därefter till stammen Shang och bistod Cheng Tang att planera maktövertagandet från kung Jie.
Stridigheterna mot Shang trappades upp och under Kung Jies 31:a regeringsår stod det slutliga slaget vid Mingtiao. Efter slaget vid Mingtiao flydde kung Jie till Nanchao (dagens Chaohu i Anhui), och Xiadynastin hade fallit.